# Geoplanidae
Geoplanidae zijn een familie van platwormen, genaamd landplatwormen. Landplatwormen zijn carnivoren die zich voeden met kleine ongewervelden: slakken en andere bodemorganismen zoals regenwormen en insecten(larven). Zelfs kannibalisme komt voor. Prooien worden opgespoord met chemoreceptoren in de kop. De prooi wordt omstrengeld en omgeven door slijmerige excretie met verteringsenzymen, afgescheiden door de farynx zodat de buit opneembaar wordt gemaakt.

## Levenswijze
Het spijsverteringskanaal begint met een ruimte net achter de gespierde mond (farynx), die uitgestulpt kan worden om voedsel te omsluiten en op te nemen. De voedingsdeeltjes verspreiden zich in het uitgebreide darmstelsel en worden door middel van fagocytose door de lichaamscellen opgenomen. Onverteerde voedseldeeltjes verlaten het lichaam weer door de mond. Landplatwormen kunnen zeer lang (tot een jaar) overleven zonder te eten. In tijden van schaarste kunnen ze hun eigen weefsel resorberen. Exotische landplatwormen overleven in koudere streken door zich in te graven in de bodem.